# Diocesi di Funchal
La diocesi di Funchal (in latino Dioecesis Funchalensis) è una sede della Chiesa cattolica in Portogallo suffraganea del patriarcato di Lisbona. Nel 2023 contava 230.000 battezzati su 250.744 abitanti. È retta dal vescovo Nuno Brás da Silva Martins.

## Territorio
La diocesi comprende l'arcipelago di Madera.
Sede vescovile è la città di Funchal, dove si trova la cattedrale dell'Assunzione di Maria Vergine.
Il territorio si estende su 801 km² ed è suddiviso in 96 parrocchie, raggruppate in 7 arcipresbiterati: Calheta, Câmara de Lobos, Funchal, Machico e Santa Cruz, Ribeira Brava e Ponta do Sol, Santana, São Vicente e Porto Moniz.

## Storia
L'arcipelago di Madera fu scoperto nel 1420 dal navigatore João Gonçalves Zarco, che ne prese possesso in nome del re del Portogallo. La colonizzazione delle isole, ancora disabitate, ebbe subito inizio, come pure la costruzione delle prime chiese; la giurisdizione temporale e spirituale fu inizialmente affidata all'Ordine del Cristo, che governava l'arcipelago dalla sede centrale di Tomar. Nel 1456 papa Callisto III dichiarò l'arcipelago nullius dioecesis, dipendente dal Maestro Generale dell'Ordine.
La diocesi fu eretta il 12 giugno 1514 con la bolla Pro excellenti praeeminentia di papa Leone X, ricavandone il territorio dalla diocesi di Tangeri (oggi arcidiocesi). Originariamente era suffraganea dell'arcidiocesi di Lisbona (oggi patriarcato), ed aveva giurisdizione su tutti i territori scoperti dai Portoghesi nell'Atlantico e nell'oceano Indiano.
Il 31 gennaio 1533 cedette una porzione del suo territorio a vantaggio dell'erezione della diocesi di Santiago di Capo Verde e nel contempo fu elevata al rango di arcidiocesi metropolitana. Si trattava della più estesa metropolia del mondo, che comprendeva il Brasile, l'India e tutto l'Oriente e quasi tutta l'Africa, oltre le Azzorre e Madera. Il 3 novembre 1534 cedette altre porzioni di territorio a vantaggio dell'erezione delle diocesi di Angra, di Goa (oggi arcidiocesi di Goa e Damão) e di São Tomé e Príncipe.
La dignità primaziale della sede di Funchal, con le sue suffraganee di Angra, di Capo Verde, di São Tomé e di Goa, fu confermata da papa Paolo III con la bolla Romani Pontificis dell'8 luglio 1539.
Il 23 febbraio 1551 cedette un'ulteriore porzione di territorio a vantaggio dell'erezione della diocesi di San Salvador di Bahia, la prima diocesi brasiliana.
Il 3 luglio dello stesso 1551 cessò di essere un'arcidiocesi metropolitana in forza del breve Super specula di papa Giulio III e tornò ad essere una diocesi suffraganea dell'arcidiocesi di Lisbona, a cui furono suttomesse tutte le diocesi che appartenevano alla provincia ecclesiastica di Funchal. A partire da questo momento, anche la diocesi di Funchal fu sottomessa al padroado regio. Nel 1560 fu annessa alla diocesi la fortificazione portoghese di Arguim sulla terraferma africana.
Durante tutto questo periodo i vescovi non erano mai sbarcati sull'isola di Madera, ma avevano preso possesso della diocesi attraverso procuratori. Il primo a visitare la sua Chiesa fu il domenicano Jorge de Lemos (1556-1569), che dette avvio ad una seria organizzazione della diocesi in linea con le direttive del concilio di Trento, opera che fu continuata dai suoi successori, Jerónimo Barreto e Luís de Figueiredo e Lemos, che radunarono i primi sinodi diocesani. A Jerónimo Barreto si deve inoltre l'organizzazione del seminario, già istituito nel 1566.
Il 22 gennaio 1842 Funchal cedette ancora una porzione del suo territorio a vantaggio dell'erezione della prefettura apostolica delle Due Guinee e del Senegambia (oggi arcidiocesi di Libreville).
Fino all'inizio del XX secolo i vescovi di Funchal portarono il titolo di vescovi di Madera, di Porto Santo, di Desertas e di Arguim.

## Cronotassi dei vescovi
Si omettono i periodi di sede vacante non superiori ai 2 anni o non storicamente accertati.
- Diogo Pinheiro † (12 giugno 1514 - 1526 deceduto)
  - Sede vacante (1526-1533)
- Martinho de Portugal † (10 febbraio 1533 - 15 novembre 1547 deceduto)[2]
  - Sede vacante (1547-1551)
- Gaspar do Casal, O.E.S.A. † (3 luglio 1551 - 9 marzo 1556 nominato vescovo di Leiria)
- Jorge de Lemos, O.P. † (9 marzo 1556 - 1569 dimesso)
- Fernando de Távora, O.P. † (14 novembre 1569 - 1573 dimesso)
- Jerónimo Barreto † (27 aprile 1573 - 3 giugno 1585 nominato vescovo di Faro)
- Luís de Figueiredo e Lemos † (11 dicembre 1585 - 26 novembre 1608 deceduto)
  - António de Sea, O. Cart † (16 settembre 1609 - 1609 deceduto) (vescovo eletto)[3]
- Lourenço de Távora, O.F.M.Cap. † (27 gennaio 1610 - 18 settembre 1617 nominato vescovo di Elvas)
- Jerónimo Fernando † (18 febbraio 1619 - 2 maggio 1650 deceduto)
  - Sede vacante (1650-1670)
- Gabriel de Almeida, O.Cist. † (15 dicembre 1670 - 13 luglio 1674 deceduto)
- António Teles da Silva, O.S.B. † (17 dicembre 1674 - 14 febbraio 1682 deceduto)
- Estevão Brioso de Figueiredo † (27 settembre 1683 - 20 maggio 1689 deceduto)
- José de Santa Maria Saldanha, O.F.M.Disc. † (6 marzo 1690 - 17 dicembre 1696 nominato vescovo di Porto)
- José de Sousa Castelo Branco † (27 gennaio 1698 - 18 febbraio 1725 dimesso)
- Manuel Coutinho, O.Christ. † (21 febbraio 1725 - 2 gennaio 1741 nominato vescovo di Lamego)
- João do Nascimento, O.F.M.Ref. † (2 gennaio 1741 - 5 novembre 1753 deceduto)
- Gaspar Afonso da Costa Brandão † (19 luglio 1756 - 28 gennaio 1784 deceduto)
- José da Costa e Torres † (14 febbraio 1785 - 24 luglio 1797 nominato vescovo di Elvas)
- Luis Rodrigues Vilares † (24 luglio 1797 - 1810 deceduto)
  - Sede vacante (1810-1819)
- João Joaquim Bernardino de Brito † (23 agosto 1819 - 26 luglio 1820 deceduto)
- Francisco José Rodrigues de Andrade † (24 settembre 1821 - 2 maggio 1838 deceduto)
  - Sede vacante (1838-1843)
- José Xavier de Cerveira e Sousa † (22 gennaio 1844 - 28 settembre 1849 nominato vescovo di Beja)
- Manuel Martins Manso † (20 maggio 1850 - 18 marzo 1858 nominato vescovo di Guarda)
- Patrício Xavier de Moura † (15 aprile 1859 - 19 settembre 1872 deceduto)
- Aires de Ornelas de Vasconcelos † (19 settembre 1872 succeduto - 17 novembre 1874 nominato arcivescovo di Goa)
- Manuel Agostinho Barreto † (29 settembre 1876 - 25 giugno 1911 deceduto)
  - Sede vacante (1911-1914)
- António Emanuele Pereira Ribeiro † (2 ottobre 1914 - 22 marzo 1957 deceduto)
- David de Sousa, O.F.M. † (23 settembre 1957 - 15 novembre 1965 nominato arcivescovo di Évora)
- João Antonio da Silva Saraiva † (21 novembre 1965 - 28 giugno 1972 nominato vescovo di Coimbra)
- Francisco Antunes Santana † (18 marzo 1974 - 5 marzo 1982 deceduto)
- Teodoro de Faria (10 marzo 1982 - 8 marzo 2007 ritirato)
- António José Cavaco Carrilho (8 marzo 2007 - 12 gennaio 2019 ritirato)
- Nuno Brás da Silva Martins, dal 12 gennaio 2019

## Statistiche
La diocesi nel 2023 su una popolazione di 250.744 persone contava 230.000 battezzati, corrispondenti al 91,7% del totale.
| anno | popolazione | popolazione | popolazione | presbiteri | presbiteri | presbiteri | presbiteri                | diaconi | religiosi | religiosi | parrocchie |
| anno | battezzati  | totale      | %           | numero     | secolari   | regolari   | battezzati per presbitero | diaconi | uomini    | donne     | parrocchie |
| ---- | ----------- | ----------- | ----------- | ---------- | ---------- | ---------- | ------------------------- | ------- | --------- | --------- | ---------- |
| 1948 | 247.797     | 250.124     | 99,1        | 119        | 107        | 12         | 2.082                     |         | 29        | 392       | 50         |
| 1970 | 269.100     | 270.200     | 99,6        | 147        | 121        | 26         | 1.830                     |         | 46        | 497       | 102        |
| 1980 | 270.000     | 300.000     | 90,0        | 128        | 99         | 29         | 2.109                     | 1       | 58        | 566       | 102        |
| 1990 | 297.000     | 320.000     | 92,8        | 109        | 79         | 30         | 2.724                     | 3       | 56        | 481       | 102        |
| 1999 | 277.000     | 285.000     | 97,2        | 106        | 76         | 30         | 2.613                     | 2       | 45        | 440       | 96         |
| 2000 | 279.000     | 287.700     | 97,0        | 112        | 77         | 35         | 2.491                     | 2       | 48        | 430       | 96         |
| 2001 | 279.000     | 288.000     | 96,9        | 106        | 76         | 30         | 2.632                     | 3       | 45        | 371       | 96         |
| 2002 | 280.000     | 292.000     | 95,9        | 103        | 76         | 27         | 2.718                     | 5       | 42        | 360       | 96         |
| 2003 | 280.000     | 292.000     | 95,9        | 102        | 72         | 30         | 2.745                     | 3       | 66        | 280       | 96         |
| 2004 | 280.000     | 292.000     | 95,9        | 103        | 75         | 28         | 2.718                     | 2       | 48        | 280       | 96         |
| 2006 | 270.000     | 282.000     | 95,7        | 104        | 72         | 32         | 2.596                     | 2       | 49        | 240       | 96         |
| 2013 | 268.000     | 278.000     | 96,4        | 103        | 78         | 25         | 2.601                     | 2       | 40        | 180       | 96         |
| 2016 | 257.000     | 268.000     | 95,9        | 98         | 70         | 28         | 2.622                     |         | 33        | 141       | 96         |
| 2019 | 255.500     | 266.700     | 95,8        | 93         | 68         | 25         | 2.747                     |         | 31        | 129       | 96         |
| 2021 | 250.300     | 261.806     | 95,6        | 98         | 73         | 25         | 2.554                     |         | 28        | 110       | 96         |
| 2023 | 230.000     | 250.744     | 91,7        | 92         | 65         | 27         | 2.500                     |         | 34        | 110       | 96         |